# 泉州公交33路
泉州公交33路是中华人民共和国泉州市境内的一条公共交通线路，全程12.4公里。起讫点为温陵公交首末站至福厦铁路泉州站，运营时间为温陵公交首末站：6:35-18:25；福厦铁路泉州站：7:35-18:45

## 历史
- 2004年4月28日，泉州公交发展有限公司（公交集团前身）开通33路。初期运营区间为：泉州汽车站-汽车西站。初期运营时间为夏季6:00—18:45；冬季6:20—18:25。初期票价¥1.0/人，并且自开通伊始，直接采用无人售票制度。使用车辆为10部亚星JS6800H型柴油空调公交车。[1][2]
- 2005年10月11日，33路自汽车西站延伸至西湖公园始发终到。票价调整为一票制¥1.5/人，运营时间调整为夏季6:00—18:10、冬季6:20—17:50[3]
- 2006年9月1日，因开线以来客流水平较差，33路与21路进行车辆互换。33路接手并更换自21路退下的10部华夏AC6750Q型汽油无空调客车[4]
- 2007年9月1日，33路自西湖公园延伸至嘉信茂广场始发终到，增加途径北清东路及江滨北路。运营时间改为泉州汽车站6:35-18:30夏/18:00冬、嘉信茂广场6:50夏/7:10冬-18:30夏/18:00冬
- 2007年12月10日，因泉州大桥北桥头实施单向循环，33路往嘉信茂广场改为绕行温陵南路、宝洲街、田安南路、泉秀街至温陵南路后原线行驶。往泉州汽车站方向则相反。[5]
- 2010年4月26日，因接驳新建的泉州火车站需要，33路自嘉信茂广场调整至泉州火车站始发终到。取消途径江滨北路，改为经由北清西路、普贤路至泉州火车站[6]同日，33路票价调整为一票制¥2.0/人。[7]
- 2010年6月，33路接手并并更换自3路退下的7部亚星JS6800HD2型柴油空调公交车，原有10部AC6750Q退役
- 2010年9月28日，33路更换为8部福达FZ68903G3型柴油空调客车[8]，并退下7部JS6800HD2
- 2011年1月27日，因站前大桥（现称黄龙大桥）施工造成普贤路西段无法通行，33路自泉州火车站发车后改为经由站前南北大道通行。并且在黄龙大桥建成后，因无法从站前南北大道左转进入普贤路西段，故不再返回至普贤路西段行驶
- 2017年6月30日，33路票价由一票制¥2.0降为一票制¥1.0[9][10]
- 2018年2月12日，33路更换为10部大金龙XMQ6802AGBEVL2型空调电动巴士，并退下8部FZ6890UF3G3
- 2019年1月，33路全线接手并更换自K1路退下的10部XML6855JEVW0C空调电动巴士，并退下10部XMQ6802AGBEVL2
- 2019年7月25日，因优化调整。33路取消途径城北路、北门街、中山路、东街、温陵北路。改为途径新华北路、新门街、涂门街至温陵南路后原线行驶。运营时间不变[11]
- 2022年3月16日，因疫情防控要求暂停中心市区范围内所有公交线路运营。33路自当日首班起暂停运营至4月15日。[12]
- 2022年4月16日，33路恢复运营。临时取消停靠黄龙大桥头、潘山市场、丰泽实小潘山校区等站点，运营时间临时调整为双向7:30-18:00。[13]
- 2022年4月18日，33路恢复停靠黄龙大桥头、潘山市场、丰泽实小潘山校区等站，运营时间恢复为泉州汽车站6:35-18:25、福厦铁路泉州站7:35-18:45[14]
- 2022年12月30日，因泉州汽车站已停止运营，自该日起原泉州汽车站更名为温陵公交首末站。同日，潘山市场更名为招贤社区站[15]
- 2023年9月25日，原北师大附中更名为泉州北附中学站，原泉州软件园更名为数字经济产业园站，其它不变。[16]
- 2024年7月5日，因新门-涂门街污水干管建设工程施工。33路自该日起往温陵公交首末站方向临时取消途径新门街头、涂门街。改为途径壕沟墘、庄府巷、打锡街、九一街、温陵北路至海关大楼站后原线行驶，并单向增停鲤城区政府、九一街、温陵路中段等站，其它不变。[17]
- 2025年1月6日，33路恢复途径新门街头、涂门街。取消途径壕沟墘、庄府巷、打锡街、九一街、温陵北路。[18]
- 2025年8月19日，因黄龙北大道西华大街路口下穿隧道施工，33路自该日起双向临时取消途径霞美站。[19]

## 站点
| 路线 | 路线 | 路线 | 所在地区、街道 | 所在地区、街道             | 站点名             | 备注                   |
| ---- | ---- | ---- | -------------- | -------------------------- | ------------------ | ---------------------- |
|      |      |      | 丰泽区         | 温陵南路                   | 温陵公交首末站     | 起讫站 原名 泉州汽车站 |
|      |      |      | 丰泽区         | 温陵南路                   | 海关大楼           |                        |
|      |      |      | 鲤城区         | 涂门街                     | 棋盘园             |                        |
|      |      |      | 鲤城区         | 涂门街                     | 关帝庙             | 清净寺                 |
|      |      |      | 鲤城区         | 涂门街                     | 府文庙             |                        |
|      |      |      | 鲤城区         | 新门街                     | 新门街头           |                        |
|      |      |      | 鲤城区         | 新门街                     | 新门菜市           |                        |
|      |      |      | 鲤城区         | 新华北路                   | 省五建             |                        |
|      |      |      | 鲤城区         | 新华北路                   | 开元寺西门         | 前往西街在此下车       |
|      |      |      | 鲤城区         | 新华北路                   | 培元中学           |                        |
|      |      |      | 丰泽区         | 新华北路                   | 西湖小区           |                        |
|      |      |      | 丰泽区         | 新华北路                   | 新华小区           |                        |
|      |      |      | 丰泽区         | 新华北路                   | 建南花园           |                        |
|      |      |      | 丰泽区         | 新华北路                   | 邮电公寓           |                        |
|      |      |      | 丰泽区         | 新华北路                   | 西湖公园           |                        |
|      |      |      | 丰泽区         | 北清西路                   | 坑尾路口           |                        |
|      |      |      | 丰泽区         | 北清西路                   | 北峰工业区         |                        |
|      |      |      | 丰泽区         | 北清西路                   | 北清西路           | 原名 森利发            |
|      |      |      | 丰泽区         | 北清西路                   | 丰泽实小潘山校区   | 原名 糖厂              |
|      |      |      | 丰泽区         | 北清西路                   | 招贤社区           | 原名 潘山市场          |
|      |      |      | 丰泽区         | 黄龙北大道 原 站前南北大道 | 黄龙大桥头         |                        |
|      |      |      | 丰泽区         | 黄龙北大道 原 站前南北大道 | 曾坑               |                        |
|      |      |      | 丰泽区         | 黄龙北大道 原 站前南北大道 | 数字经济产业园西门 | ↑ 原名 泉州软件园西门  |
|      |      |      | 丰泽区         | 霞山路                     | 数字经济产业园     | ↓ 原名 泉州软件园      |
|      |      |      | 丰泽区         | 联丰大街 原 站前东西大道   | 福厦铁路泉州站     | 起讫站                 |

## 票价
33路计价方式为一票制，票价¥1.0。
- 泉通卡普通卡9折，月票卡、敬老卡、爱心卡优惠功能有效
- 可使用泉城通APP及支付宝、云闪付、微信乘车码支付

## 配车
33路配车数总计5部，其中：
- 金旅XML6855JEVW0C  5部

- 华夏AC6750Q
（2006.9 - 2010.6）
- 福达FZ6890UF3G3
（2010.9 - 2018.2）
- 大金龙XMQ6802AGBEVL2
（2018.2 - 2019.1）
- 金旅XML6855JEVW0C
（2019.1 - ）

## 相关
- 泉州公交线路列表